# Temamatla
Temamatla es una localidad mexicana y cabecera municipal del municipio homónimo, se trata de una comunidad principalmente rural que tiene una 
superficie de 28,335 km² y cuya cabecera municipal es la población homónima de Temamatla. Limita al norte con Chalco y Cocotitlán; al sur, con Tenango del Aire, Juchitepec y Chalco; al este, con Cocotitlán, Tlalmanalco y Tenango del Aire,  y al oeste, con Chalco. En el censo del 2010, tenía una población total de 11 206 habitantes. Su nombre proviene del náhuatl, temamatlatl, según Robledo y significa: «en la escalera de piedra».